# رمان کوتاه
رمان کوتاه، رُمانَک یا نوول (به فرانسوی: Nouvelle) نثری روایتگر و داستانی است که معمولاً کوتاه‌تر از رمان و بلندتر از یک داستان کوتاه است.

## ساختار
یک رمان کوتاه عموماً کشمکش‌های کمتری از یک رمان دارد اما از یک داستان کوتاه پیچیده‌تر است. انجمن نویسندگان داستانهای علمی تخیلی آمریکا، تعداد کلمات رمان کوتاه را بین ۱۷۵۰۰ تا ۴۰۰۰۰ کلمه تعریف کرده‌اند. تعریف‌های دیگری از رمان کوتاه وجود دارند که تعداد کلمات آن را بین ۱۰۰۰۰ تا ۷۰۰۰۰ کلمه دانسته‌اند.

## نمونه‌های برجسته
- مزرعه حیوانات نوشته جورج اورول
- بیلی باد نوشته هرمان ملویل
- سرود کریسمس نوشته چارلز دیکنز
- ماشین زمان نوشته هربرت جورج ولز
- دکتر جکیل و آقای هاید نوشته رابرت لوییس استیونسون